# Cercopithifilaria
Cercopithifilaria este un gen de nematode filaroide parazite la mamifere din familia oncocercide (Onchocercidae). Acest gen conține aproximativ 25 de specii specii răspândite în întreaga lume. Acest parazit este denumit astfel deoarece a fost izolat inițial la babuini, o primată din familia Cercopithecidae.

## Descriere
Cercopithifilaria, un fost subgen al genului Dipetalonema, este un gen bine conturat, pe baza datelor morfologice, biologice și moleculare.
Cele aproximativ 25 specii ale genului Cercopithifilaria au o răspândirea geografică largă în întreaga lume. Ele parazitează un număr mare de mamifere: bovide, cervide, primate, carnivore (canide), rozătoare (muride, lagomorfe, sciuride, histricide), marsupiale (didelfide), din întreaga lume. De exemplu, Cercopithifilaria grassi și Cercopithifilaria bainae parazitează la câini, iar Cercopithifilaria johnstoni la șobolani și la alte câteva mamifere), parazitând în număr mare cu o prevalență de până la 10%.
Microfilariile sunt subțiri, învelite (cu teacă) sau neînvelite (fără teacă), cu cozi foarte subțiri. Microfilariile trăiesc în principal în vasele limfatice ale pielii, în timp ce adulții trăiesc în țesuturile subcutanate. Cu toate acestea, microfilariile se găsesc și în ochi, unde pot provoca leziuni oculare.
Vectorii care transmit aceste filarii sunt căpușele ixodide (Ixodidae) din sudul Europei, Africa și America de Sud, în sudul Europei, Rhipicephalus sanguineus (= căpușa brună a câinelui) este principalul vector.

## Specii
Genul Cercopithifilaria conține 25 de specii:
1. Cercopithifilaria bainae de Almeida & Vicente, 1984
2. Cercopithifilaria bulboidea Uni & Bain in Uni, Suzuki, Baba, Mitani, Takaoka, Katsumi & Bain, 2001
3. Cercopithifilaria cephalophi Bain, Baker & Chabaud, 1982
4. Cercopithifilaria corneti Bain, Chabaud & Georges, 1987
5. Cercopithifilaria crassa Uni, Bain & Takaoka in Uni, Bain, Takaoka, Katsumi, Fujita & Suzuki, 2002
6. Cercopithifilaria degraaffi Bain, Baker & Chabaud, 1982
7. Cercopithifilaria didelphis Esslinger & Smith, 1979
8. Cercopithifilaria eberhardi Bain, Wamae & Reid, 1988
9. Cercopithifilaria gabonensis Bain, Baker & Chabaud, 1982
10. Cercopithifilaria grassi Noe, 1907
11. Cercopithifilaria japonica Uni, 1983
12. Cercopithifilaria japonica (Uni, 1983)
13. Cercopithifilaria johnstoni Mackerras, 1954
14. Cercopithifilaria kenyensis (Eberhard, 1980)
15. Cercopithifilaria leporinus Bartlett, 1983
16. Cercopithifilaria longa Uni, Bain & Takaoka in Uni, Bain, Takaoka, Katsumi, Fujita & Suzuki, 2002
17. Cercopithifilaria minuta Uni & Bain in Uni, Suzuki, Baba, Mitani, Takaoka, Katsumi & Bain, 2001
18. Cercopithifilaria multicauda Uni & Bain in Uni, Suzuki, Baba, Mitani, Takaoka, Katsumi & Bain, 2001
19. Cercopithifilaria narokensis Bain, Wamae & Reid, 1988
20. Cercopithifilaria pearsoni
21. Cercopithifilaria roussilhoni Bain, Petit & Chabaud, 1986
22. Cercopithifilaria rugosicauda Bohm & Supperer, 1953
23. Cercopithifilaria shohoi Uni, Suzuki & Katsumi, 1998
24. Cercopithifilaria tumidicervicata Uni & Bain in Uni, Suzuki, Baba, Mitani, Takaoka, Katsumi & Bain, 2001
25. Cercopithifilaria verveti Bain, Wamae & Reid, 1989